# Tipula (Pterelachisus) berteii
Tipula (Pterelachisus) berteii is een tweevleugelige uit de familie langpootmuggen (Tipulidae). De soort komt voor in het Palearctisch gebied.